# العلاقات الهندية الإثيوبية
العلاقات الهندية الإثيوبية هي العلاقات الثنائية التي تجمع بين الهند وإثيوبيا.

## مقارنة بين البلدين
هذه مقارنة عامة ومرجعية للدولتين:
| وجه المقارنة                                              | الهند                       | إثيوبيا                        |
| --------------------------------------------------------- | --------------------------- | ------------------------------ |
| المساحة (كم2)                                             | 3.29 مليون                  | 1.10 مليون                     |
| عدد السكان (نسمة)                                         | 1.35 مليار                  | 104.96 مليون                   |
| الكثافة السكانية (ن./كم²)                                 | 410.33                      | 95.42                          |
| العاصمة                                                   | نيودلهي                     | أديس أبابا                     |
| اللغة الرسمية                                             | اللغة الهندية، لغة إنجليزية | اللغة الأمهرية                 |
| العملة                                                    | روبية هندية                 | بير إثيوبي                     |
| الناتج المحلي الإجمالي (بليون دولار)                      | 2.60 تريليون                | 80.56 مليار                    |
| الناتج المحلي الإجمالي (تعادل القوة الشرائية) بليون دولار | 8.00 تريليون                | 161.90 مليار                   |
| الناتج المحلي الإجمالي الاسمي للفرد دولار أمريكي          | 1.60 ألف                    | 619                            |
| الناتج المحلي الإجمالي للفرد دولار أمريكي                 | 5.70 ألف                    | 1.50 ألف                       |
| مؤشر التنمية البشرية                                      | 0.609                       | 0.442                          |
| رمز المكالمات الدولي                                      | +91                         | +251                           |
| رمز الإنترنت                                              | .in، .भारत ‏، .بھارت ‏،        | .et                            |
| المنطقة الزمنية                                           | ت ع م+05:30، توقيت الهند    | ت ع م+03:00، توقيت شرق أفريقيا |

## منظمات دولية مشتركة
يشترك البلدان في عضوية مجموعة من المنظمات الدولية، منها:
| علم المنظمة | اسم المنظمة                        | تاريخ انضمام الهند | تاريخ انضمام إثيوبيا |
| ----------- | ---------------------------------- | ------------------ | -------------------- |
|             | الاتحاد البريدي العالمي            | ?                  | ?                    |
|             | مؤسسة التنمية الدولية              | 24 سبتمبر 1960     | 11 أبريل 1961        |
|             | منظمة حظر الأسلحة الكيميائية       | ?                  | ?                    |
|             | الأمم المتحدة                      | 30 أكتوبر 1945     | 13 نوفمبر 1945       |
|             | وكالة ضمان الاستثمار متعدد الأطراف | 6 يناير 1994       | 13 أغسطس 1991        |
|             | منظمة الشرطة الجنائية الدولية      | ?                  | ?                    |
|             | مؤسسة التمويل الدولية              | 20 يوليو 1956      | 20 يوليو 1956        |
|             | البنك الدولي للإنشاء والتعمير      | 27 ديسمبر 1945     | 27 ديسمبر 1945       |
|             | الاتحاد الدولي للاتصالات           | 1869               | 20 فبراير 1932       |
|             | البنك الإفريقي للتنمية             | ?                  | ?                    |
|             | الفريق المعني برصد الأرض           | ?                  | ?                    |
|             | يونسكو                             | 4 نوفمبر 1946      | 1 يوليو 1955         |

## أعلام
هذه قائمة لبعض الشخصيات التي تربطها علاقات بالبلدين:
- بامبا ساذرلاند (أميرة البنجاب، 29 سبتمبر 1869 – 10 مارس 1957)

## وصلات خارجية
- موقع وزارة الخارجية الهندية
- موقع وزارة الخارجية الإثيوبية